# Jivena knighti
Jivena knighti är en insektsart som beskrevs av Blocker 1976. Jivena knighti ingår i släktet Jivena och familjen dvärgstritar. Inga underarter finns listade i Catalogue of Life.